# Dubroŭna
Dubroŭna (bělorusky Дуброўна, rusky Дубровно – Dubrovno, polsky Dąbrowna) je město ve Vitebské oblasti v Bělorusku. K roku 2018 měla přes sedm tisíc obyvatel a byla správním střediskem Dubrovenského rajónu.

## Poloha a doprava
Dubroŭna leží na Dněpru, přítoku Černého moře, tam, kde se do něj vlévají potoky Zadubrovenka a Slinka. Od Vitebsku, správního střediska oblasti, je vzdálena přibližně 100 kilometrů jihovýchodně.
Nejbližší železniční stanice je Asinaŭka přibližně osm kilometrů severně na trati z Orši do Smolenska v Rusku.

## Jméno
Jméno je pravděpodobně odvozeno od dubu, čemuž odpovídá i městský znak.

## Dějiny
Za druhé světové války byla Dubroŭna od 17. července 1941 do 26. června 1944 pod nadvládou nacistického Německa. V tomto období přišla o své židovské obyvatelstvo, které na přelomu 19. a 20. století tvořilo většinu.

### Rodáci
- Kazimír Siemienovič (1600–1651), generál
- Samuil Solomonovič Poljakov (1838–1888), železniční podnikatel
- Israel Dov Frumkin (1850–1914), průkopník hebrejské novinařiny
- Menachem Usiškin (1863–1941), sionistický aktivista
- Anna Tumarkinová (1875–1951), filosofka
- Zvi Zeitlin (1922–2012), houslista
- Konstantin Semjonov (*1978), judista